# فرانکلین فارنوم
فرانکلین فارنوم (انگلیسی: Franklyn Farnum؛ ۵ ژوئن ۱۸۷۸ – ۴ ژوئیه ۱۹۶۱) یک هنرپیشه اهل ایالات متحده آمریکا بود.
از فیلم‌ها یا برنامه‌های تلویزیونی که وی در آن نقش داشته است می‌توان به دلیجان، سان‌ست بلوار، شرق بهشت اشاره کرد.